# Andrea Michele Dall'Armi
Andrea Michele Dall'Armi (Trento, 11 novembre 1765 – Monaco di Baviera, 27 aprile 1842) è stato un imprenditore e banchiere italiano con cittadinanza austriaca, che visse la maggior parte della sua vita in Baviera.
Nato in Tirolo quando esisteva ancora il Principato vescovile di Trento, si trasferì a Monaco di Baviera all'età di 19 anni. Divenne un uomo d'affari e un banchiere. Nella cavalleria della Guardia Nazionale Bavarese raggiunse il grado di maggiore.

## Biografia
Andrea Michele Dall'Armi nacque in una famiglia di commercianti di Trento. Il padre Giuseppe (1729-1797), oltre che mercante, fu anche banchiere, e pure la madre, Maria Teresa Werz (1734-1797), appartenne ad una famiglia di commercianti trentini.
La sorella Maria Teresa si trasferì presto in Baviera dove sposò un importante banchiere, e nel 1784 anche Andrea Michele si trasferì in quel Paese. Nel 1786 Andrea (ormai Andreas) si sposò con Maria Elisabetta Nocker (1750-1793), di 15 anni maggiore e figlia dell'importante banchiere Johann Georg Nocker.
Iniziò in quegli anni egli stesso l'attività di banchiere, poi si dedicò al commercio aprendo a Monaco un'attività di notevole successo. Si interessò di politica e di beneficenza, entrando nelle grazie dell'arciduca tanto da ottenere il titolo di Cavaliere del Sacro Romano Impero.
Dopo la morte di Maria Elisabetta, nel 1793, si risposò l'anno successivo con Maria Barbara Stürzer.

## Ideatore della Oktoberfest

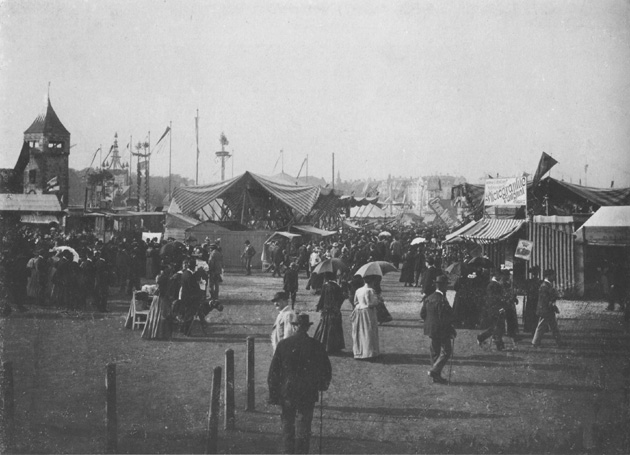
Oktoberfest a Monaco di Baviera, nel Theresienwiese, attorno al 1900 circa

L'episodio per il quale viene ricordato anche oggi avvenne in occasione dei festeggiamenti per le nozze del principe ereditario Ludovico I di Baviera, nel 1810. Egli infatti organizzò una corsa di cavalli al Theresienwiese che negli anni seguenti venne replicata, ed è quindi considerato l'ideatore della Oktoberfest di Monaco di Baviera. Con questa motivazione ricevette, nel 1824, la Medaglia d'oro al valore civile della città di Monaco.
Andrea Michele Dall'Armi ebbe in tutto, dalle due mogli, 7 figli. Quando morì, il 27 aprile 1842, venne sepolto nel vecchio cimitero a Sud, a Monaco, accanto alla prima moglie.

## Riconoscimenti
Oltre ai numerosi attestati e titoli ottenuti in vita, in Baviera, il Comune di Trento nel 1999 ha dedicato a lui ed alla sua famiglia (Dall'Armi) il vicolo in piazza Pasi (in precedenza Vicolo della piazzetta delle Opere).